# Gloria Vanderbilt
Pour les articles homonymes, voir Vanderbilt.
Gloria Vanderbilt, née le 20 février 1924 à New York et morte le 17 juin 2019 dans la même ville, est une personnalité mondaine, styliste, parfumeuse, peintre, romancière, mémorialiste et actrice américaine, membre de la famille Vanderbilt.

## Biographie

### Premières années

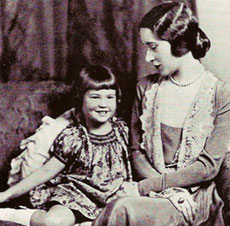
Gloria Vanderbilt et sa mère vers 1928.

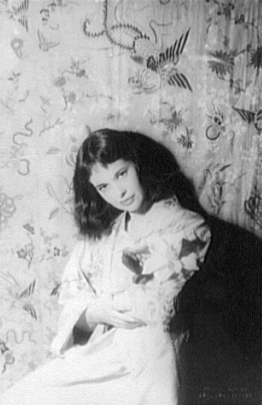
Gloria Vanderbilt en 1958, photographie de Carl Van Vechten.

Gloria Laura Vanderbilt, descendante de Cornelius Vanderbilt, est l'unique enfant de Reginald Claypoole Vanderbilt (1880-1925), héritier des chemins de fer et de l'empire familial (à l'époque, une des plus puissantes entreprises du monde), et de sa seconde épouse, née Gloria Morgan (1904-1965), fille d'un diplomate américain. Du premier mariage de son père, elle a une demi-sœur, Cathleen Vanderbilt (1904-1944). Quand meurt Reginald Claypoole Vanderbilt, Gloria est âgée de 18 mois. Elle et sa demi-sœur héritent chacune de 5 millions de dollars de l'époque, soit environ 69 millions de dollars d'aujourd'hui. Sa fortune est administrée par sa mère, qui l'emmène dans ses nombreux voyages en compagnie de sa propre sœur jumelle, Lady Thelma Furness (1904-1970), maîtresse du prince de Galles et amie de Wallis Simpson ; elles séjournent ainsi dans la résidence ducale de Fort Belvedere.
Elle passe plusieurs étés dans la demeure familiale des Breakers. Son enfance est solitaire, décrivant a posteriori : « C'était une vie observée, mais jamais partagée ». Sa mère l'emmène vivre à Paris, près de la tour Eiffel, avec une rente de 50 000 dollars par mois. Gloria Vanderbilt raconte : « Nous vivions comme des gitans de luxe : notre vie était faite de malles, emballées puis déballées à bord de transatlantiques, de trains et de palaces à Cannes ou à Londres. Peu importe où nous étions, pourvu que nous soyons ensemble ».
Le mode de vie de Gloria Morgan déplaît à la famille Vanderbilt et en 1934 l'enfant devient l'enjeu d'un procès opposant sa mère et sa tante paternelle, Gertrude Whitney, fondatrice du Whitney Museum of American Art et de l'hôpital américain de Paris. Gertrude Whitney réclame la garde de sa nièce au motif que Gloria Morgan serait incapable de l'élever. Ce procès « Vanderbilt vs Whitney », fortement médiatisé et considéré comme le « procès du siècle »,, inspire en 1982 une mini-série télévisée produite par NBC, où son rôle est interprété par Jennifer Dundas, et celui de Gertrude Whitney par Angela Lansbury. Gertrude Whitney obtient la garde de la petite fille, qui peut toutefois continuer à voir sa mère.
Gertrude Whitney place Gloria à l'écart, dans la très sélective école pour filles Miss Porter's School (en) (Connecticut). Âgée de 15 ans, elle rencontre Diana Vreeland, rédactrice en chef de Harper's Bazaar et amie de sa tante, qui la convainc de se faire photographier par le jeune Richard Avedon (qui la photographie de nouveau, en 1952, pour ce magazine, et en 1954 pour Vogue). Elle posa ainsi pour de nombreuses publications, comme Vogue (son portrait par Horst P. Horst y paraît en 1961) ou Cosmopolitan, et devient la muse d'artistes tels que Salvador Dali et Truman Capote ; ce dernier s'est inspiré d'elle et de son amie Carol Grace pour le personnage de Holly Golightly dans sa nouvelle Petit Déjeuner chez Tiffany. L'écrivain décrit ainsi Gloria Vanderbilt : « [Elle avait] la beauté d'une actrice, le pedigree d'une héritière et l'attitude d'une artiste ». Elle fait ainsi partie de la bande des « cygnes », de jeunes socialites américaines (Marella Agnelli, Babe Paley ou encore Jacqueline de Ribes), et donne des fêtes au 10 Gracie Square, où l'on croise notamment Marilyn Monroe, Sammy Davis, Jr. et Elizabeth Taylor.

### Carrière
Au fil des années, l'entreprise Vanderbilt périclite et les nombreuses propriétés familiales sont vendues.
Après avoir reçu sa formation de peintre à l'Art Students League of New York, Gloria Vanderbilt commence une carrière artistique qu'elle poursuit toute sa vie, notamment en exposant ses œuvres au New York Design Center en 2012 et 2014.
Pour la marque Martex, elle dessine du linge de lit et des serviettes de toilette.
À partir des années 1970, elle fait carrière dans l'industrie de la mode en lançant une marque sous son propre nom. En 1981, elle joue son propre rôle dans un épisode de La croisière s'amuse (saison 5). Elle obtient deux fois le FiFi Award, pour ses parfums Vanderbilt (1983) et Glorious (1988), dont les flacons présentent un cygne sculpté. Elle est connue pour avoir été l'un des premiers créateurs de blue jeans, associée avec un entrepreneur hongkongais qui voulait étendre son marché aux États-Unis. Sa signature brodée ainsi que son logo (le cygne) apparaissent sur la poche arrière de ses jeans, particulièrement ajustés, et le logo figure sur ses autres lignes de produits : parfums, vêtements, linge de maison, chaussures, maroquinerie, accessoires et liqueurs.
Gloria Vanderbult elle-même est devenue une icône de la mode et du style, grâce aux nombreux portraits qui ont été réalisés d'elle. Parmi les photographes célèbres, on peut citer Cecil Beaton, Carl Van Vechten, Horst P. Horst, Gordon Parks, Gianni Penat, Jeff Riedel, Paul Schutzer, Thomas Iannaccone, Ron Galella et Jack Robinson.

### Vie privée
Gloria Vanderbilt s'est mariée quatre fois : avec le producteur de cinéma Pat DiCicco (ex-mari de Thelma Todd et proche d'Howard Hughes), qu'elle quitte car il la battait, en 1945 avec le chef d'orchestre Leopold Stokowski (de 41 ans son aîné), le cinéaste Sidney Lumet et le scénariste Wyatt Cooper, avec qui elle s'installe près de Central Park et donne des dîners mondains très courus. Elle a également partagé la vie du photographe et réalisateur Gordon Parks pendant de nombreuses années et a eu une liaison avec le chanteur Frank Sinatra. Après la mort de Wyatt Cooper lors d'une opération médicale en 1978, elle est spoliée par son avocat et son psychiatre, ce qui la prive de sa marque, alors que les autorités fiscales lui saisissent ses biens.
Elle a eu quatre fils, dont deux avec Leopold Stokowski (Leopold en 1950 et Christopher en 1952) et deux avec Wyatt Cooper (le journaliste Anderson Cooper, né en 1967 et Carter Cooper, né en 1965, qui se suicide en 1988 en se défenestrant sous ses yeux).
Elle meurt en 2019, âgée de 95 ans.

## Publications

### Art et décoration
- (en) Gloria Vanderbilt Book of Collage. New York City: Galahad Books, 1970
- (en) Gloria Vanderbilt Designs for Your Home. New York: Simon & Schuster, 1977

### Mémoires
- (en) Woman to Woman. Garden City, New York: Doubleday, 1979
- (en) Once Upon a Time: A True Story. New York: Alfred A. Knopf.  (ISBN 978-0-394-54112-9).
- (en) Black Knight, White Knight. New York: Alfred A. Knopf, 1987
- (en) A Mother's Story. New York: Alfred A. Knopf, 1995
- (en) It Seemed Important at the Time: A Romance Memoir. New York: Simon & Schuster, 2004
- (en) Avec Anderson Cooper, The Rainbow Comes and Goes. Harper-Collins, 2016

### Fiction
- (en) Never Say Good-Bye: A Novel. New York: Alfred A. Knopf, 1989
- (en) The Memory Book of Starr Faithfull: A Novel. New York: Alfred A. Knopf, 1994 Roman inspiré de la vie de Starr Faithfull, morte noyée dans des circonstances mystérieuses en 1931[10],[11].
- (en) Obsession: An Erotic Tale. New York: HarperCollins, 2009
- (en) The Things We Fear Most (nouvelles), 2011

### Documentaire
- (en) Nothing Left Unsaid, HBO, 2015.